# تیری جورج
تیری جورج (انگلیسی: Tyrique George؛ زادهٔ ۴ فوریهٔ ۲۰۰۶) بازیکن فوتبال اهل انگلستان است که در پست وینگر برای باشگاه فوتبال چلسی در لیگ برتر فوتبال انگلستان بازی می‌کند.
وی همچنین در تیم‌های ملی فوتبال زیر ۱۶ سال انگلستان، زیر ۱۷ سال انگلستان، زیر ۱۸ سال انگلستان و زیر ۱۹ سال انگلستان بازی کرده است.

## افتخارات
چلسی
- لیگ کنفرانس اروپا: ۲۰۲۴–۲۵[۴]
- جام جهانی باشگاه‌ها: ۲۰۲۵[۵]

زیر ۱۸ سال انگلستان
- Pinatar سوپر جام زیر ۱۸ سال: ۲۰۲۴[۶]

انفرادی
- بازیکن فصل آکادمی چلسی: ۲۰۲۵[۷]